# Фуггер-Бабенхаузен
Фуггер-Баббенхаузен (нем. Fugger-Babenhausen) - немецкая дворянская династия, ветвь дома Фуггеров.

## История
Фуггеры изначально были швабской купеческой семьей, которая обосновалась в имперском городе Аугсбурге с тех пор, как Ганс Фуггер иммигрировал из Грабена в 1367 г. Якоб Фуггер стал имперским графом в 1514 г.; его племянник и преемник на посту руководителя компании Антон Фуггер также дослужился до звания имперского графа в 1530 г.; В 1538 году он приобрел существовавший с 1237 года замок Бабенхаузен, включая связанную с ним сеньорию, и полностью перестроил его в 1541 г. Его младший сын Якоб (1542–1598) основал филиал Фуггер-Бабенхаузен.
Фуггеры имели наследственный имперский и окружной статус в Швабском округе с 1583 г. и были членами Швабской имперской коллегии графов. В 1803 г. из владений Бабенхаузен и Кеттерсхаузен было образовано княжество Бабенхаузен, а граф Ансельм Мария Фуггер фон Бабенхаузен был возведен в статус имперского князя. В соответствии с Актом о создании Рейнского союза от 1806 г. княжество было медиатизировано и стало частью Королевства Бавария. До 1848 г. это место было резиденцией княжеского двора Фуггеров Бабенхаузена. Замок Бабенхаузен Фуггеров до сих пор принадлежит семье. Однако главной резиденцией является дом Якоба Фуггера III, построенный в 1595 году. Замок Велленбург недалеко от Аугсбурга, приобретенный Бабенхаузеном.